# ORiN
ORiN (オライン、Open Robot/Resource interface for the Network) とは工場内の各種装置に対して、メーカ・機種の違いを超え、統一的なアクセス手段と表現方法を提供する通信インタフェースである。
一般社団法人日本ロボット工業会が2002年に提唱し、その後はORiN協議会によって維持・管理されている。現在はver.2であるORiN2が最新であり、2011年には適用例がISO 20242-4に規定されている。

## 概要
当初、ORiNはロボットアプリケーションソフトウェアの標準プラットフォームとして開発された。今ではロボットのみならず、PLCやNCなどその他のFA機器をはじめ、データベースやローカルファイルなど、幅広いリソースを統一的に扱うことのできる製造向けアプリケーションのプラットフォームとなっている。ORiNはハードウェアに関する規定は一切なく，全ての規格がソフトウェアに関するものとなっており、そのため従来技術との融合もスムーズにできるという特長がある。このORiNを利用することにより、メーカーや機種への依存を小さくするアプリケーションの開発が容易になった。
ORiNの活用により、今後、サードパーティーによる多様なアプリケーションソフトウェア開発、活発なマルチベンダシステム構築が見込まれる。更に経済効果として、製造競争力のアップ、FA市場の拡大、FA市場へのソフト産業の進出、FAエンジニアリング産業の創生なども期待される。

## 詳細

### ORiN開発の背景
近年、工場におけるPCアプリケーションソフトウェアの稼動数は、増加傾向にある。生産管理システム、工程管理システム、稼動監視システム、不具合解析システムなど、様々なアプリケーションソフトウェアが工場で稼動しており、製造システムの基幹になりつつある。
しかし、これらのアプリケーションソフトウェアは、そのほとんどが特定メーカーの特定機種でしか利用することができない。それは、特定の専用ネットワークやプロトコルに依存した「一品物」である事に起因している。このようなシステムを一旦工場に導入すると、専任のソフトウェア開発者を常駐させなければ、システムの改善は止まってしまい、システム導入の費用対効果は悪化しシステムそのものの価値を低下させてしまう。
また、近年の製品の需要は初期段階で急激に伸びる傾向が顕著であり、これに追従できなければ機会損失を招くことになる。そのため、各製造メーカーは設備の垂直立ち上げに取り組んでおり、その実現のためには、ハードウェア・ソフトウェアを含めた高度な再利用性が重要となる。
ORiNは、これらの問題を解決するための標準的なPCアプリケーションプラットフォームとして開発された。

### ORiNの特徴
ORiNはハードウェアに関する規定は一切なく、全ての規格がソフトウェアに関するものとなっており、下記の3つの標準規格が柱になっている(ORiN2の場合)。
1. 標準プログラムインターフェイス規格 CAO (Controller Access Object) - アプリケーションソフトウェアの汎用化を容易にする。
2. 標準データスキーマ規格 CRD (Controller Resource Description) - アプリケーションソフトウェア間のデータ交換等を容易にする。
3. 標準通信プロトコル CAP (Controller Access Protocol) - デバイス・アプリ間の通信プロトコルで、CAP(SOAP)、e-CAP(HTTP)、b-CAP(TCP/UDP)の3バージョンがある。新たなプロトコル開発を不要にする。

この3つの標準規格により下記のような特長を提供している。
- 統一されたアクセス方法とデータ表現
- 装置内の資源は変数やファイルとしてアクセス可能
- 工場内の多様な機器に容易に適用可能
- ORiN適用のために既存の装置改造は不要
- XMLデータを介して他システムとの連携が容易
- インターネット経由での装置アクセスが容易

### ORiNの開発キット
ORiN SDK
ORiN Version1.0のソフトウェア開発キットで、RAO、標準プロバイダ、開発ツールなどが含まれる。オリジナルのRAOプロバイダやアプリケーションの開発に使用し、実行環境としても用いる。ORiN協議会が配布しているが、2010年度末を以って配布・サポートが終了された。
ORiN2 SDK
ORiN Version 2.0のソフトウェア開発キット。アプリケーション向け標準インタフェース仕様、デバイス向け標準インタフェース仕様、標準データスキーマ、および標準通信プロトコルを提供する。また、この仕様に基づいたプロバイダモジュール（拡張モジュール）作成ができる。デンソーウェーブから製品として販売・サポートされている。

## 歴史
- 日本ロボット工業会での標準化活動の一環としてスタート。
- 1999年度より3年間にわたりNEDO (新エネルギー・産業技術総合開発機構) より援助を受け、本格的に開発。
- 1999，2001年度国際ロボット展において、出展各社のロボット接続検証テストを実施。2001年度末にORiN Version1.0制定。
- 2002年に“ORiN協議会”を設立。普及・機能向上活動を推進。（主要メンバー：FA機器メーカ、ソフトウェアハウス、SI等）
- ORiN協議会メンバーによる3年間のフィールドテスト結果を反映し、2005年度にORiN Version2.0制定。同年、ORiN2 SDKを製品化。
- ISO20242 Part4のAnnexとしてORiNの適用事例を提案。2010年6月 DIS承認。
- 2012年1月より、ORiNカーネル（CAO Engineの部分）を無償で提供[1]。